# Tolisso (République centrafricaine)
Pour les articles homonymes, voir Tolisso.
Tolisso est un village de la République centrafricaine située dans la préfecture de Bamingui-Bangoran.